# Bataveraufstand
Der Bataveraufstand war eine Revolte der germanischen Bataver, weiterer germanischer (Tenkterer, Cugerner, Brukterer u. a.) sowie keltischer Stämme ab August des Jahres 69 gegen die römische Herrschaft in Niedergermanien. Die Erhebung dauerte knapp ein Jahr.

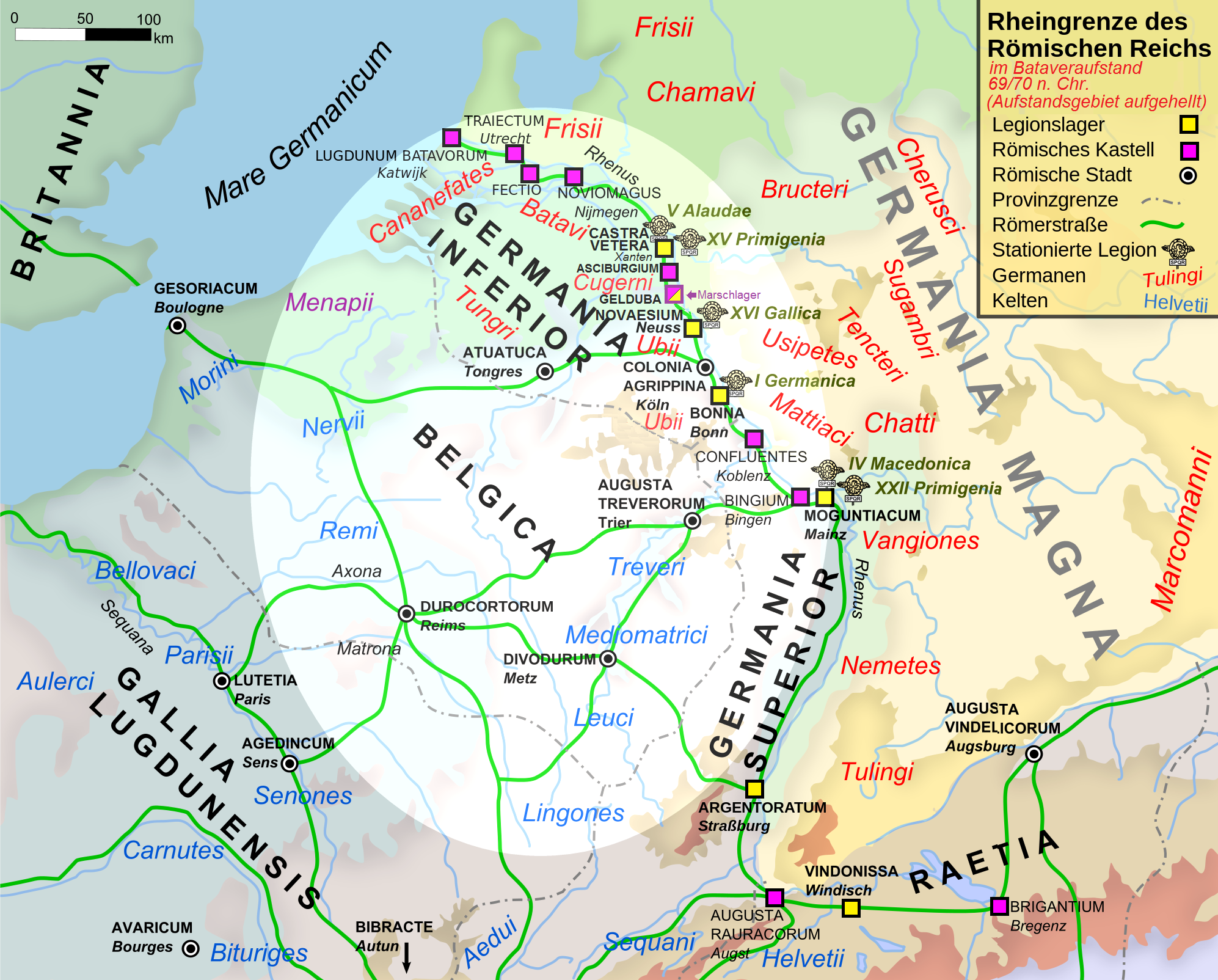
Römische Rheingrenze zur Zeit des Bataveraufstandes (69/70 n. Chr.). Aufstandsgebiet ist aufgehellt.

Nach anfänglichen Erfolgen der Bataver unter ihrem von den Römern übergelaufenen Hilfstruppen-Anführer Iulius Civilis wurde der Aufstand von Quintus Petillius Cerialis bis zum Herbst des Jahres 70 niedergeschlagen. Die entscheidende Schlacht bei Xanten im Juli 70 dauerte zwei Tage. Der Bataveraufstand wird bei Tacitus ausführlich beschrieben. Allerdings steht bei ihm, wie bei den meisten antiken Autoren, die objektive Schilderung des Geschehens nicht immer im Vordergrund. So wurden die germanischen Stämme als barbarische Waldbewohner charakterisiert, obwohl sie hauptsächlich von der Landwirtschaft lebten.
Der Bataveraufstand war zudem sehr eng mit der römischen Politik verbunden. Im Lauf des Aufstands schlossen sich mehrere weitere Stämme, die bisher unter römischer Herrschaft standen, der Revolte an, darunter besonders die Treverer und Lingonen. Teilweise handelten sie als unmittelbare Verbündete der Bataver, teilweise waren diese Aufstände unabhängig davon, wirkten sich aber indirekt auf das Geschehen aus.

## Iulius Civilis
Iulius Civilis (der spätere Initiator und Hauptanführer im so bezeichneten Bataveraufstand) entstammte einer adeligen Familie der germanischen Bataver am nordwestlichen Niederrhein im Bereich der heutigen Betuwe in den Niederlanden. Der Stamm lebte zunächst mit den Römern in Freundschaft. Schon früh kam Civilis in römische Dienste als Anführer batavischer Hilfstruppen, ebenso sein Bruder Claudius Paulus, wie auch ein Neffe namens Julius Briganticus (der im Aufstand allerdings eine romfreundliche Gegenposition zu Civilis einnahm).
Civilis hatte ein Auge verloren und wirkte bzw. gab sich, laut Tacitus, wie der legendäre Hannibal. Er war verheiratet und hatte einen kleinen Sohn – Frau und Sohn überstellte er während des Bataverkrieges als Geiseln nach Köln in die Stadt der Ubier.
Während der Regierungszeit des Kaisers Nero (54 – 68 n. Chr.) waren Civilis und sein Bruder Claudius Paulus in Ungnade gefallen: der Bruder wurde durch den römischen Heerführer Fonteius Capito hingerichtet, Civilis wurde in Ketten nach Rom zu Nero gebracht. Nero wurde allerdings von seinem Widersacher Galba zum Suizid gedrängt, Galba wurde selbst Kaiser und begnadigte Civilis.
Galba war der erste von drei weiteren Kaisern im Vierkaiserjahr, gefolgt von Otho, der nach kurzer Regierungszeit ermordet wurde und dem der niedergermanische Heerführer Vitellius als – vorübergehender – Kaiser folgte. Civilis kehrte nach Germanien zurück in römische Dienste, wurde aber unter Vitellius wiederum des Verrates beschuldigt, konnte aber fliehen. Diese Geschehnisse brachten ihn in starke Abneigung gegenüber Vitellius, und so unterstützte er insgeheim und anfangs die Kandidatur des späteren Kaisers Vespasian, als dessen „Freund“ er sich bezeichnete.
Im Jahre 69, während Vitellius gegen Otho und später gegen Vespasian um sein Kaisertum kämpfte, nutzte Civilis die fortdauernden Unruhen in Italien für eine Erhebung der Germanenstämme am Rhein unter Führung der Bataver und mit Unterstützung rechtsrheinischer Germanen unter der Seherin Veleda. Zeitweilig konnte er auch gallische Stammesführer in den Kampf gegen Rom einbeziehen.

## Vorgeschichte: Das Ende Neros im Jahre 68

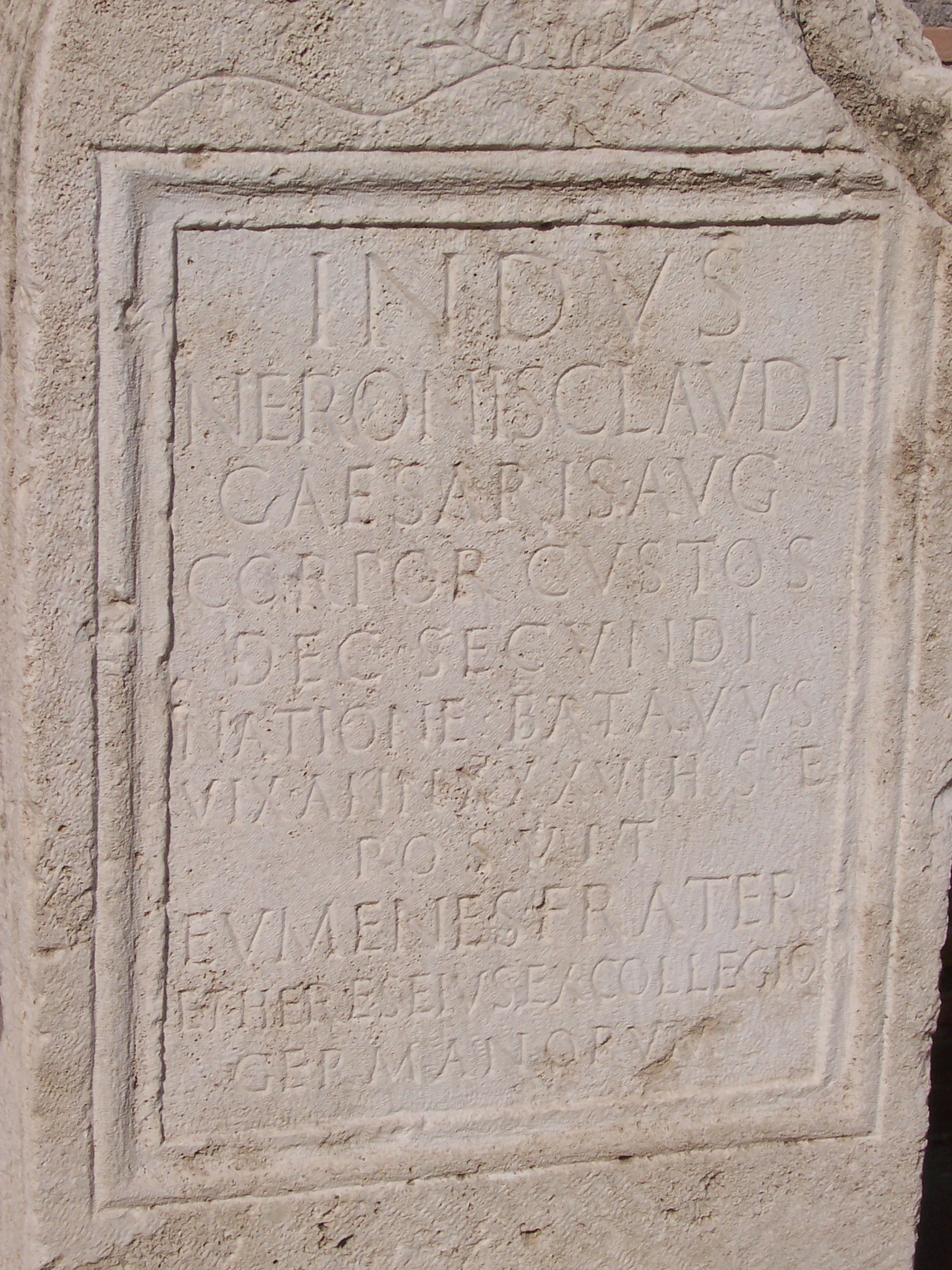
Grabstele eines Angehörigen der batavischen Leibwache Neros

Um den Aufstand der bisher treuen Verbündeten Roms zu verstehen, muss man die Geschichte der Jahre 68 und 69 betrachten. Im April 68 versuchte Servius Sulpicius Galba von Spanien aus, Kaiser Nero zu stürzen. Er schloss ein geheimes Abkommen mit Gaius Julius Vindex, der zu dieser Zeit Statthalter in Aquitania (heutige Gegend um Bordeaux) war. Vindex versuchte den Statthalter in Obergermanien, Virginius Rufus, von einer Revolte gegen Nero zu überzeugen. Als jedoch die Truppen des Vindex auf die gallischen Truppen des Rufus zurückten, dachten diese, es handle sich um einen Angriff. Ohne Befehl des Rufus schlugen die gallischen Truppen die Truppen von Vindex. Die Umstände der Schlacht können auf Grund der Quellenlage nicht genau rekonstruiert werden. Galba, der nach der Niederlage und dem Selbstmord von Vindex die Flucht nach vorn wagte, kündigte Nero die Loyalität auf, indem er sich demonstrativ legatus senatus et populi Romani (Bevollmächtigter des Senates und des römischen Volkes) nannte. Die gallischen Truppen, die sich Nero gegenüber loyal verhalten hatten, forderten von ihm ein Donativ, welches Nero jedoch verweigerte. Unter dem Druck des Usurpators Galba beging Nero im Juni 68 Selbstmord. Galba wurde zum Kaiser erhoben und vom Senat anerkannt, in der Hoffnung, dieser sei die bessere Wahl. Galba begnadete den eingekerkerten Bataverführer Civilis. Die Legionen aus Germanien kamen jetzt in eine schwierige Lage. Sie galten nun, nachdem sie sich Kaiser Nero gegenüber loyal verhalten hatten, als Feinde des neuen Kaisers Galba.

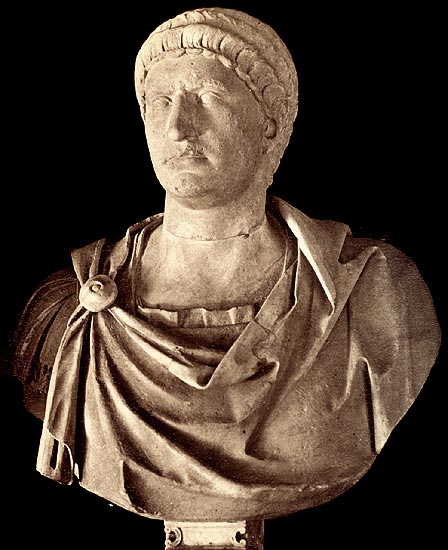
Otho
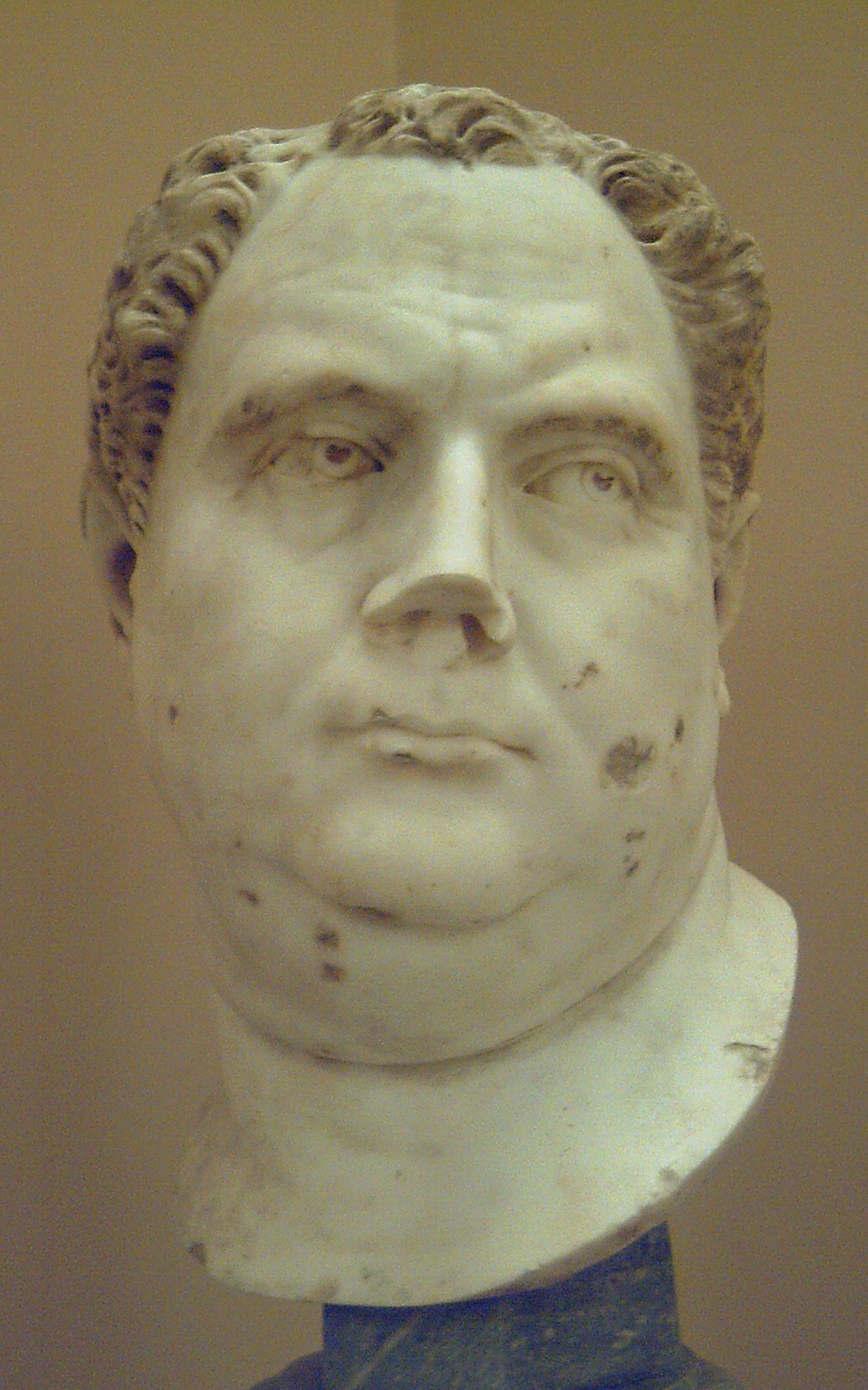
Vitellius
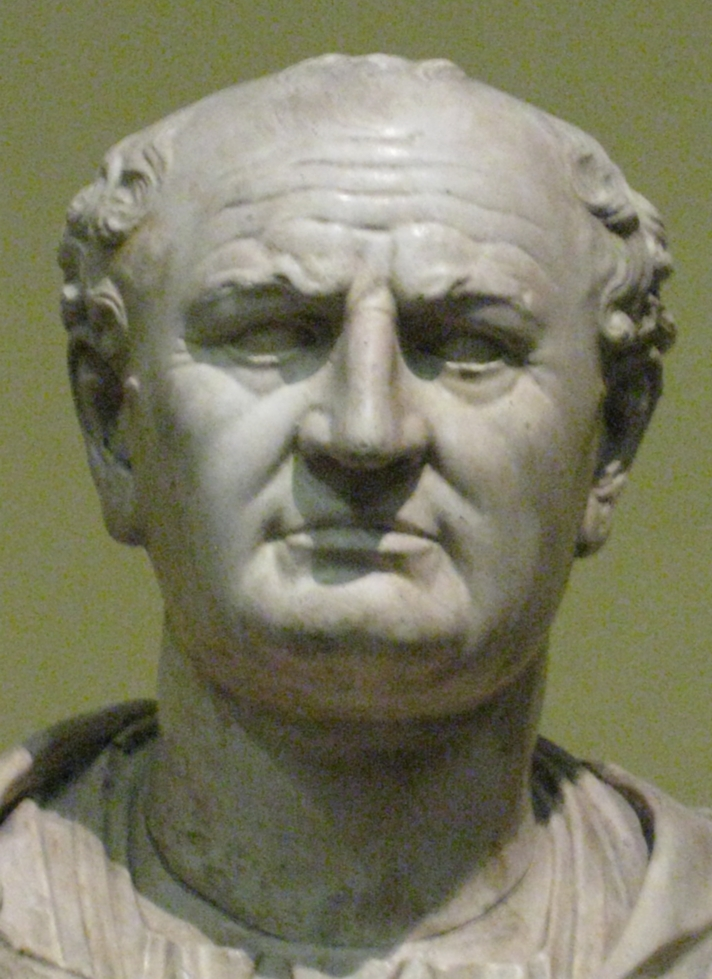
Vespasian

## Januar 69: Das Ende Galbas
Am 1. Januar 69 sollten die Mainzer Truppen ihren Treueeid auf den neuen Kaiser Galba leisten. Aufgrund der vorangegangenen Ereignisse rissen die Angehörigen der beiden in Mogontiacum (dem heutigen Mainz) stationierten Legionen die Bilder Galbas von ihren Feldzeichen und leisteten ihren Treueeid stattdessen – ähnlich wie neun Monate zuvor Galba selbst – nur noch auf den Senat und das römische Volk. Am Tag darauf proklamierte die Bonner Legion Aulus Vitellius, den erst kürzlich ernannten Statthalter Niedergermaniens, zum Gegenkaiser. Der Statthalter Obergermaniens hatte sich als schwach erwiesen, weshalb ihre Wahl auf Vitellius fiel. Die Niederrheinischen Legionen schlossen sich der Wahl der Oberrheinischen Legionen an. Vitellius’ Usurpation richtete sich also gegen Galba, der die in Rom an ihn gestellten Erwartungen nicht erfüllte. Besonders seine Truppen waren unzufrieden, da Galba die Zahlung von Donativen ablehnte. Der 70-jährige Galba kämpfte verzweifelt um die Macht, wurde aber schon wenige Tage später, am 15. Januar, von der Prätorianergarde ermordet. Sie erhoben stattdessen – vorübergehend – den 36-jährigen Nichtmilitär Marcus Salvius Otho, der die Ermordung Galbas veranlasst hatte, zum Kaiser. Nur widerwillig erkannte der Senat ihn an. Da jedoch Vitellius nun von seinem Heer zum Kaiser erhoben worden war, gab es kein zurück mehr.

## Januar bis Juli 69
Vitellius reagierte umgehend. In zwei Marschsäulen schickte er rund 65.000 Soldaten der Rheinarmee nach Italien. Die größere Gruppe zog durch das östliche Gallien und die Cottischen Alpen, der kleinere Teil unter Aulus Caecina Alienus auf dem direkten Weg rheinaufwärts durch Helvetien. Nach heftigen Kämpfen gegen die Helvetier, die Vitellius die Gefolgschaft verweigert und zu (dem bereits toten) Galba gehalten hatten, überquerte Caecina spätestens Anfang April 69 mit 22.000 Mann den Großen St. Bernhard und erreichte die Po-Ebene.
Diese Truppe trug entscheidend zum Sieg der Vitellius-Getreuen über Otho in der Schlacht bei Bedriacum nahe Cremona am 14. April 69 bei, Otho beging am Morgen danach Selbstmord. Vitellius, der neue Alleinherrscher, erfuhr davon wenige Tage nach seinem Aufbruch aus Köln in Richtung Italien. Nachdem er im Januar die Rheingrenze zum Großteil von Truppen entblößt hatte, sandte er nun die Masse seiner Truppen zurück, darunter auch acht Batavische Auxiliarkohorten, eine davon unter Iulius Civilis, der unter Vitellius wieder unter Verdacht geriet, sich aber absetzen konnte.

## Juli/August 69: Vespasian beansprucht den Thron, Aufstand der Bataver
Doch kaum waren diese Kohorten wieder in Mainz, wurden sie erneut nach Italien beordert, denn inzwischen beanspruchte Titus Flavius Titus Flavius Vespasianus den Thron. Der befähigte Kommandeur und Statthalter hatte sich am 1. Juli in Alexandria zum Kaiser proklamieren lassen und rückte nun mit seinen Legionen aus Judäa an. Vitellius, der Mitte Juli in Rom angekommen war, hatte weitere Truppen von der Rheingrenze angefordert, deren Entsendung der dortige Kommandeur, Marcus Hordeonius Flaccus, jedoch verweigerte. Daraufhin sollten weitere Truppen unter den Batavern ausgehoben werden, was im August 69 den eigentlichen Aufstand der Bataver auslöste. Ihnen ging es nun nicht mehr um die Herrschaft dieses oder jenes römischen Kaisers, sondern um das Ende der römischen Herrschaft über ihr Volk.
Civilis kommandierte jetzt eine der Auxiliarkohorten, die sich auf dem Rückmarsch befanden. Für die römischen Kommandeure in Germanien war die Lage schwierig. In Italien tobte der Bürgerkrieg mit ungewissem Ausgang. Die Truppen in Germanien neigten dabei großteils dem Vitellius zu. Kurz zuvor war im Osten des Reiches, in den Provinzen Aegyptus, Syria und Iudaea sowie von den Donaulegionen Titus Flavius Vespasianus als Kaiser gegen Vitellius ausgerufen worden; seine Truppen hatten sich gen Rom in Marsch gesetzt.
Tacitus berichtet, dass sich die Truppen des Vitellius und die Vespasian-treuen Truppen im Spätsommer und Herbst 69 in einer Art Stellungskrieg gegenseitig belauerten. Das Eintreffen Vespasians in Oberitalien brachte schließlich die Entscheidung.
Vitellius hatte vor seinem Ritt nach Rom in den Stammesgebieten der Bataver und der Cananefaten von diesen als willkürlich empfundene Aushebungen durchführen lassen, um seine Verbände für die Auseinandersetzungen mit Vespasian zu verstärken. Das nahm Civilis als Grund, sich gemeinsam mit Cananefaten und Friesen gegen Vitellius zu erheben, wobei er zunächst geschickt den Anschein erweckte, auf Seiten Vespasians gegen Vitellius einzugreifen. In diesem Zusammenhang wird oft ein Brief des Antonius Primus an Civilis zitiert, der im Spätsommer 69 seinen Adressaten erreicht haben dürfte und in dem die Bataver aufgefordert wurden, auf Seiten Vespasians in den Krieg einzugreifen. Eine Strafexpedition der (vitellianischen) Römer endete in einem Desaster, da während der Schlacht die batavischen Auxiliarreiter die Seite wechselten und die ubischen und treverischen Auxiliarverbände flüchteten. Die Reste des Expeditionskorps konnten sich nur unter Mühen nach Vetera retten.

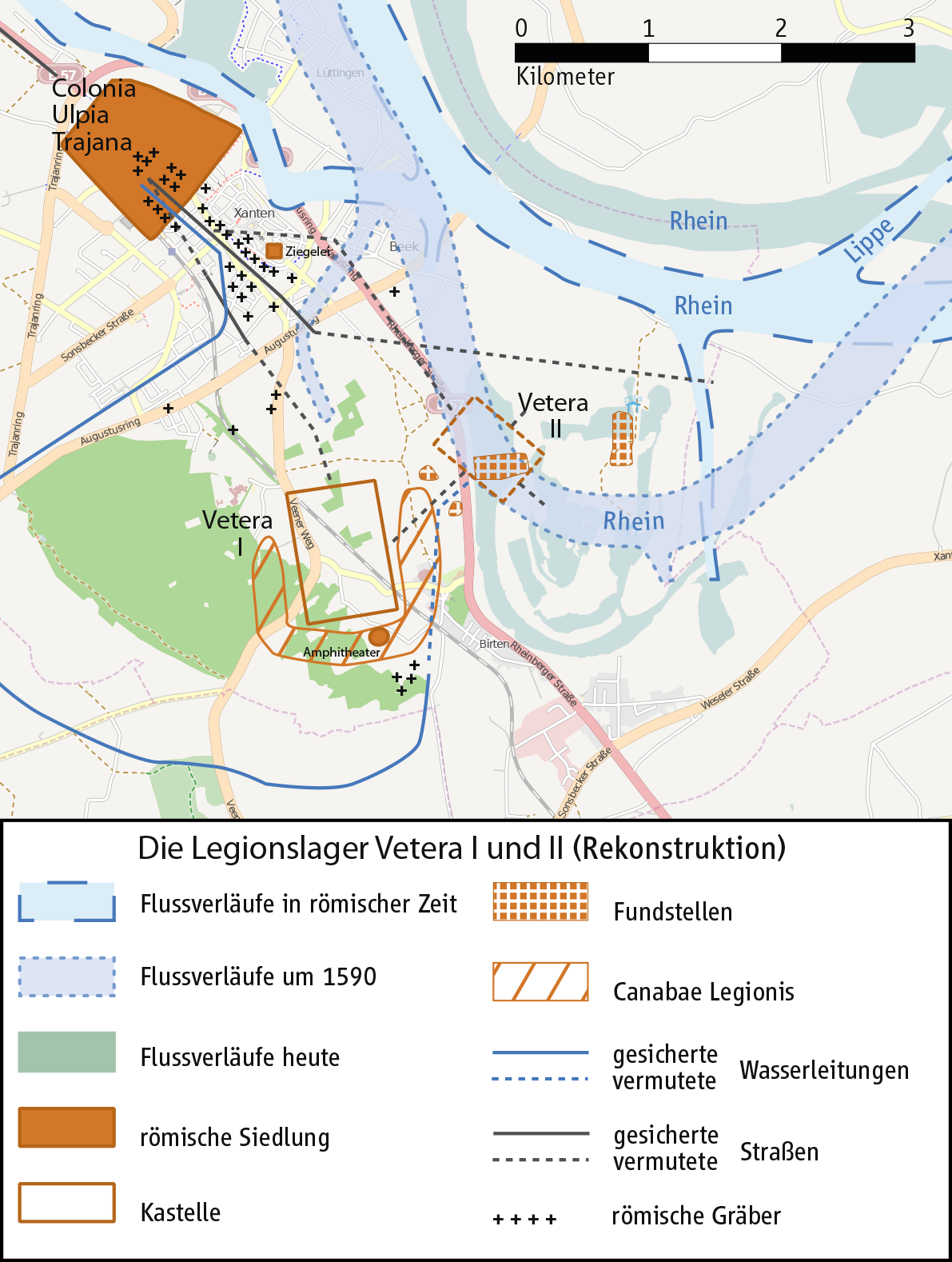
Lage der Legionslager Vetera I und II, die Colonia Ulpia Traiana existierte zum Zeitpunkt des Bataveraufstandes noch nicht

Während des gesamten Bataveraufstandes hatte dieses „Kastell Vetera“ eine Schlüsselposition inne (genauer gesagt, das Kastell Vetera I). Es lag am Rhein (nahe beim heutigen Xanten) im Gebiet der germanischen Cugerner, die sich ebenfalls dem Aufstand der Bataver angeschlossen hatten.
Der Aufstand gewann an Dynamik, als Ende des Sommers/Anfang Herbst 69 die acht in Mogontiacum stationierten Bataverkohorten nach Norden marschierten und sich mit den Truppen des Civilis vereinigten. Civilis vereidigte sie auf Vespasian und forderte nun auch die in Vetera verbliebenen Teile der 5. und 15. Legion auf, sich der Sache des Flaviers anzuschließen. Die Garnison von Vetera blieb jedoch Vitellius treu. Mauern und Wälle des Lagers wurden verstärkt, jedoch sorgte man nicht für die ausreichende Menge an Proviant, um einer längeren Belagerung standzuhalten.
Nach einem ersten, zurückgewiesenen Angriffsversuch verlegten sich die Truppen des Civilis, die inzwischen das gesamte links- und rechtsrheinische Umland sowie mittels ihrer von den Römern erbeuteten Flotte auch den Rheinstrom selbst beherrschten, folgerichtig darauf, das Lager auszuhungern. Ein Entsatzheer mit Soldaten der Legio XXII Primigenia unter dem Kommando des Gaius Dillius Vocula wurde von Süden her in Marsch gesetzt, vereinigte sich in Novaesium mit der Legio XVI Gallica, wagte aber nicht, weiter in den Raum um Vetera vorzudringen, sondern schlug beim Ubierdorf Gelduba ein Lager auf.
Ausführlich schildert Tacitus die Ereignisse bei Gelduba (heute Krefeld-Gellep), die sich zu einer für die Römer verlustreichen Schlacht ausweiteten. Das damalige Militärlager beim Grenzdorf der Ubier, etwas südwestlich der Lage des späteren Kastells, war im Herbst 69 stark umkämpft.

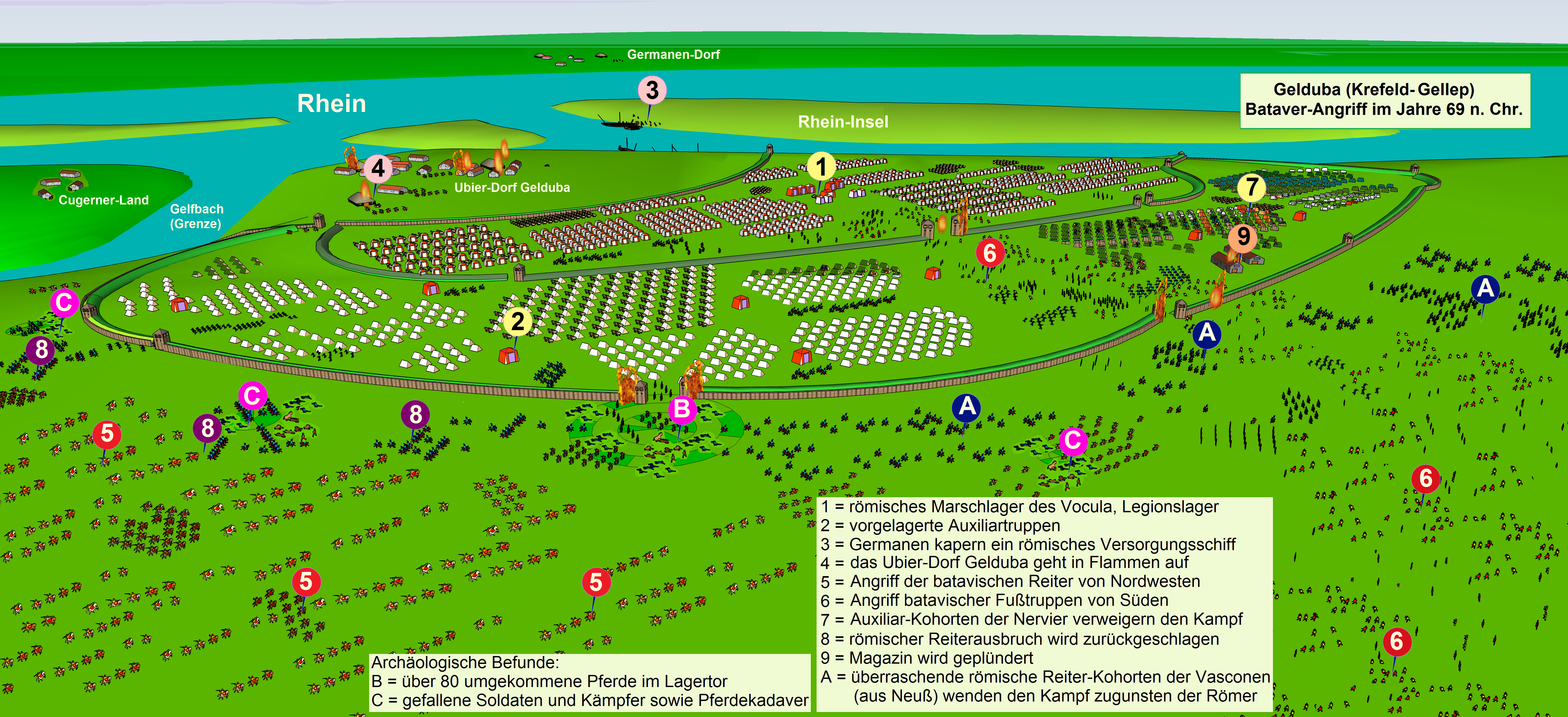
Bataverüberfall im Jahre 69 n. Chr.; einige Wochen später fiel das Lager komplett in die Hände der Bataver. Skizze nach Chr. Reichmann 2012

Begonnen hatten die Kampfhandlungen, nachdem der Oberbefehlshaber Gaius Dillius Vocula mit 8000 bis 12000 Legionären und Hilfstruppen auf dem Wege von Neuß nach Vetera (Xanten) bei dem ubischen Grenzdorf Gelduba ein großes Marschlager mit Gräben, Schanzen und Toren aufgeschlagen hatte. Die germanischen Ubier unterstützen zu diesem Zeitpunkt noch die Römer, während die Cugerner jenseits des Gelfbaches sich bereits, wie auch überrheinische Germanen, auf die Seite des Bataverführers Iulius Civilis geschlagen hatten. Vocula befand sich mit einer Reiterschwadron auf einem kurzzeitigen Beutezug im Cugerner-Gebiet, als rechtsrheinische Germanen – allesamt gute Schwimmer – vor dem Hafen von Gelduba ein Versorgungsschiff der Römer kaperten. Auch Häuser des zivilen Ortes Gelduba wurden in Brand gelegt. Die Legionäre gaben dem Lagerkommandanten Herennius Gallus wegen seines zögerlichen Verhaltens die Schuld an dem Verlust des Schiffes, verprügelten ihn und sperrten ihn ein. Erst der zurückkehrende Vocula konnte ihn befreien und die Aufrührer bestrafen.
Währenddessen vergrößerte sich die Armee des Civilis durch Zulauf aus nahezu allen Regionen Germaniens unaufhörlich und begann, die Gebiete der Moriner, Menapier, Ubier und Treverer, also das gesamte Rheinland bis hinunter zur Mosel und bis hinüber zur Nordseeküste, zu verwüsten. Der Belagerungsring um Vetera wurde weiter verstärkt, die Erstürmungsversuche wieder aufgenommen. Einzig ein Ausfall der Besatzung sorgte für ein wenig Entlastung und beendete die Eroberungsversuche. An einen erfolgversprechenden Ausbruch war allerdings nicht zu denken.
Kurze Zeit später tauchten die Bataver zunächst vor Asciburgium, dann wieder vor Gelduba auf und attackierten das Marschlager auf breiter Front. Batavische Reiter griffen von Nordwesten an, während die batavischen Fußtruppen das Lager weitläufig umgingen und von Süden her anstürmten. Ausbrechende römische Reiter wurden zurückgeschlagen, die Bataver drangen nicht nur in das äußere Hilfstruppenlager, sondern bis in die Zentrale des Legionslagers vor. Die Römer hatten kaum Zeit, ihre Katapulte auszurichten und die Geschossmaschinen zu spannen. Besonders umkämpft waren die Lagertore.
Tacitus schreibt dazu in Buch 4 seiner Historien:
„…die Folge war keine Schlacht, sondern ein Schlachten. Die Kohorten der Nervier entblößten aus Furcht oder Treulosigkeit unsere Flanken; so traf man auf die Legionen, die ihre Feldzeichen verloren und innerhalb des Walls niedergeworfen wurden.“
Dennoch wendete sich das Blatt diesmal noch zugunsten der Römer: Reitende Hilfstruppen der Vasconen (Basken), die noch von dem kurzzeitigen Kaiser Galba ausgehoben und an den Rhein entsendet worden waren, näherten sich von Neuß kommend dem Marschlager und stürzten sich mit Geschrei in die Schlacht. Von hinten drangen sie auf die batavischen Fußtruppen ein und machten die meisten von ihnen nieder. Die Bataver glaubten, es handele sich um Legionen aus Mainz, und so wendeten sich auch die batavischen Reiter unter hohen Verlusten zur Flucht. Obwohl die römische Seite viele Gefallene zu beklagen hatte, wurde das Marschlager diesmal nicht eingenommen und fiel erst später in die Hand der Bataver (nachdem auch die Ubier und einige gallische Stämme den Bataveraufstand unterstützt hatten). Nach dem Ende des Bataveraufstandes wurde im Jahre 71 n. Chr. das Marschlager Gelduba abgerissen und mit dem Bau des ersten (eigentlichen) Kastells begonnen.

## Spätjahr 69: Vespasian siegt in Italien, Aufstand im Norden
Als Operationsbasis wählte Vespasian Verona, da er noch mit einem Angriff von Vitellius-treuen Truppen aus Germanien rechnete. Von dort aus siegten die Flavier am 24./25. Oktober in der Zweiten Schlacht von Bedriacum bei Cremona. Die Ermordung des Vitellius am 20. Dezember 69 in Rom brachte die Entscheidung. Er war unter Führung von Marcus Antonius Primus aus dem Kaiseramt gejagt worden, wurde öffentlich vorgeführt, am Haken durch Rom geschleift und tot in den Tiber geworfen.
Die Nachricht hiervon sowie die Aufforderung Vespasians an Civilis, die Kampftätigkeiten zu beenden, dürften am Niederrhein im Dezember des Jahres eingetroffen sein. Sie wurde jedoch von dem Bataver ignoriert, der stattdessen einen Teil seiner Truppen gegen Vocula sandte und die Belagerung Veteras fortsetzte. Vocula besiegte die gegen ihn entsandten Truppen und marschierte zum Entsatz auf Vetera zu. Dort wogte der Kampf hin und her, bis ihn schließlich ein Ausfall der Kastellbesatzung zugunsten der Römer entschied. Vetera war aus der Umschließung befreit, jedoch blieb die Versorgungslage prekär, die Aufständischen beherrschten nach wie vor das Umland, und Vocula versäumte es, den geschlagenen Truppen des Civilis nachzusetzen.
Gerade zu einem Zeitpunkt, als Vocula aus der Garnison von Vetera weitere 1000 Mann abgezogen hatte, die zur Sicherung des Nachschubs eingesetzt werden sollten, schloss Civilis das Lager Ende Dezember 69 erneut ein. Vocula zog sich nach Novaesium zurück und wurde von Civilis verfolgt, der schließlich das lange Zeit umkämpfte Gelduba einnahm und dessen Reiterei bis nach Novaesium vorstieß. In den folgenden Monaten verlagerten sich die Hauptereignisse des Krieges tiefer in den Süden des Rheinlandes, wo sich nun auch einige gallische Stämme erhoben und auch die Ubier dem Aufstand (allerdings nur vorübergehend) anschlossen.
Die gallischen Treverer unter ihren Anführern Iulius Classicus und Iulius Tutor hatten sich inzwischen gegen Rom erhoben, ebenso die gallischen Lingonen unter ihrem Anführer Iulius Sabinus (der allerdings als Widerpart zum Bataver Civilis ein eigenes gallisches Reich anstrebte und sich für wenige Tage als Gegen-Kaiser bejubeln ließ).
Rechtsrheinische Germanen nutzten derweil die Gelegenheit zu Plünderungen und Beutezügen, im südlichen Aufstandsgebiet insbesondere die Chatten und Usipeten.
Am Niederrhein spitzte sich die Lage inzwischen zu; die Besatzung des Legionslagers Vetera ergab sich jetzt, nachdem die Vorräte aufgezehrt waren. Nach dem – von Civilis mit freiem Geleit versprochenen – Abzug aus der Festung lauerten allerdings rechtsrheinische Germanen (Brukterer, Tenkterer) den geschlagenen Römern auf und brachten eine Vielzahl der Legionäre um, ohne dass Civilis dies verhindern konnte. Der Rest flüchtete zurück ins Kastell, das aber von den Belagerern in Brand gesetzt worden war. Wem der Ausbruch nicht gelang, kam in den Flammen um. Das zerstörte Kastell Vetera wurde nach der Beendigung des Aufstandes an etwas entfernter Stelle neu aufgebaut.

## Das Jahr 70: Niederschlagung des Aufstandes
Nach dem Sieg Vespasians in Italien Ende Oktober standen endlich genug Truppen zur Verfügung, um den Bataveraufstand niederzuschlagen. Sie wurden von Quintus Petillius Cerialis geführt, einem Vertrauten und wahrscheinlich Schwiegersohn Vespasians. Petillius Cerialis hatte bereits in Britannien bei der Niederschlagung des Boudicca-Aufstandes militärische Erfahrung gesammelt und hatte Vespasian in den Kämpfen in Italien unterstützt.
Vespasian setzte eine enorme Streitmacht aus folgenden Legionen in Marsch: Legio VIII Augusta, Legio XI Claudia, Legio XIII Gemina, Legio XXI Rapax und die neu ausgehobene Legio II Adiutrix. Diese Legionen mussten die Alpen überqueren, zusätzlich wurden noch die Legio XIV Gemina aus Britannien und die Legio VI Victrix und Legio I Adiutrix aus Spanien in Marsch gesetzt. Hinzu kamen die verbleibenden Legionen der Rheinarmee. Bedenkt man, dass auch der Aufstand in Judäa, der zur Zerstörung Jerusalems im Jahre 70 führte, noch nicht vollständig niedergeschlagen war und das gesamte römische Heer ca. 30 Legionen umfasste, kann man die Bedeutung des Bataveraufstandes für Vespasian ermessen.
Nicht alle der nach Germanien entsandten Legionen kamen zum Kampfeinsatz, einige sicherten das Hinterland und die Versorgungsrouten und verhinderten so die Ausbreitung des Aufstands auf weitere gallische oder germanische Stämme.
Mit dem Erscheinen des römischen Heerführers Quintus Petillius Cerialis und seiner Legionen begann die Zeit der Niederlagen für die Aufständischen. Ein Aufgebot des Lingonen Sabinus wurde geschlagen, Sabinus selbst entkam und tauchte unter.
Trotz der Unterstützung durch die rechtsrheinischen Brukterer und Tenkterer verloren die Bataver im Jahre 70 weitere Schlachten, so bei Bingen (Bingium), Riol (Rigodulum) und Trier (Augusta Treverorum).
Eine wichtige vorentscheidende Schlacht in der Nähe des zerstörten Kastells Vetera bei Xanten (im Juli 70) ging verloren: Trotz eines von Civilis eingeleiteten Dammbruches mit weitreichenden Rheinüberflutungen, konnten sich die Römer in dem seichten und sumpfigen Gelände behaupten (nachdem ein Überläufer die Stelle einer für Reiter nutzbaren Furt verraten hatte). Aufgrund starker Regenfälle kam es aber zu keiner Entscheidung.
Die Kämpfe verlagerten sich jetzt nordwärts in Richtung Kalkar und Kleve. Cerialis erhielt Verstärkung durch eine Legion aus Spanien, die Bataver bekamen Hilfe aus dem Stamm der Chauken. Civilis ließ bei Kleve den alten Drusus-Damm durchstechen, um die Römer mit Flutungen abzuwehren. Die gallischen Verbündeten des Civilis, Classicus und Tutor, versuchten derweil bei den Stämmen auf der anderen Rheinseite noch Unterstützer anzuwerben.
Die Kämpfe breiteten sich in den Folgetagen auch nach Nordwesten Richtung Nimwegen und Bataverinsel aus. Quintus Cerealis verfolgte die Bataver mit seinen Legionen. Schließlich wurde an vier Fronten gleichzeitig gekämpft: Civilis und seine Verbündeten teilten sich auf und belagerten zeitgleich die Kastelle und Römerlager bei Arenacium (Rindern, nähe Kleve), Batavodurum (Nimwegen) sowie Grinnes und Vada (im Gelderland). Die Bataver erlitten schwere Verluste. Der Bataverführer schließlich entkam im Kampf unter schwierigen Umständen: Nachdem er vom Pferd gestürzt war, musste er schwimmend das andere Ufer erreichen. Classicus und Tutor flüchteten in bereitstehenden Kähnen. Allerdings verpassten die Römer den Sieg, da sie zu wenig fahrtüchtige Ruderboote zur Verfügung hatten.
Es kam zu einer kurzen Kampfpause, in der Cerialis in Neuß die Winterquartiere besichtigte. Auf dem Rückweg Richtung Kleve wurden seine Schiffe von Germanen angegriffen. Der römische Heerführer selbst entging einer Gefangennahme nur dadurch, dass er sich nicht auf seinem Kommandoschiff, sondern auf einem anderen Schiff befand, angeblich weil er ein Verhältnis mit der verheirateten Ubierin Claudia Sacrata hatte. Sein Kommandoschiff wurde gekapert und als Beute die Lippe hinauf zur germanischen Seherin Veleda geschleppt. Weitere Schiffe der Römer fielen in die Hände der Truppen des Civilis.
Im Waal-/Maas-Vereinigungsgebiet kam es danach zu einem gegenseitigen Belauern der Schiffsflotten, aber zu keiner Entscheidungsschlacht. Dennoch hatten die Römer Vorteile und verwüsteten Teile der Bataverinsel. Civilis und seine Verbündeten zogen sich auf die andere Flussseite zurück.
Inzwischen machte sich bei den in die Kämpfe verwickelten Völkern Kriegsverdrossenheit breit, auch die Bataver standen nicht mehr voll hinter ihren Anführern. Die gallischen Treverer und Lingonen hatten den Kampf bereits aufgegeben und stellten sich wieder unter die Oberhoheit Roms. Auch die Ubier von Köln wechselten die Fronten, ja, sie hatten sogar bisherige germanische Verbündete in einen Hinterhalt gelockt. Viele rechtsrheinische Germanen zogen sich auf ihre Rheinseite zurück.
Wegen schwerer Regenfälle war inzwischen der Rhein gefährlich angeschwollen, die Lager der Kämpfenden waren durch Hochwasser gefährdet. Alle Seiten waren kampfesmüde. Cerialis sandte geheime Botschaften an die batavischen und germanischen Völker, auch an die Seherin Veleda, in denen er Frieden und freies Geleit anbot und davor warnte dem „…jetzt heimatlosen Civilis Zuflucht zu gewähren.“ Vespasian sei jetzt der neue Kaiser in Rom und das sei doch das Ziel, das auch die Aufständischen ursprünglich verfolgt hätten. Wozu jetzt noch weiterkämpfen?
Den Stimmungsumschwung bekam auch der untergetauchte Civilis mit und sah als letzten Ausweg die Kapitulation. Das war Ende des Jahres 70. Die (unvollständig erhaltenen) Historien des Tacitus schildern zum Schluss die „Kapitulationsrede“ des Civilis (in der er auf seine frühere Freundschaft zu Vespasian hinwies) an der abgerissenen Brücke des Flusses Nabalia (Ijssel?), nahe der Aufspaltung des Rheins in Waal und Nederrijn. Hier enden die Historien des Tacitus.
Über das weitere Leben des Civilis ist nichts bekannt. Die Bataver wurden relativ schnell romanisiert, wie zum Beispiel die Vindolanda-Tafeln mit lateinischen Briefen batavischer Soldaten erweisen.

## Folgen des Aufstands
Nach den Wirren des Vierkaiserjahres waren die Finanzen des Imperiums schwer zerrüttet. Die umsichtige Sanierungspolitik Vespasians, der auf teure militärische Abenteuer verzichtete, führte zur Überwindung der Krise. In Germanien begann der Wiederaufbau der vielen zerstörten Städte und Kastelle, darunter der Stadt Kempten (Cambodunum), der damaligen Provinzhauptstadt von Rätien. Im Jahre 73/74 n. Chr. ließ Vespasian die Reichsgrenze im heutigen Südwestdeutschland verkürzen: Durch den Bau der Kinzigtalstraße und die Errichtung des Alblimes kam zumindest ein Teil des sog. Dekumatlandes (agri decumates) unter römische Herrschaft. Damit wurden Truppenverschiebungen von Donau an Rhein (und umgekehrt) erleichtert. Um neue Revolten zu verhindern, aber auch um die Staatsfinanzen zu entlasten, ließ Vespasian die Legionen in Germanien reduzieren, große Standorte teilen und die Truppen national stärker mischen.

## Rezeption
Als wichtigste künstlerische Bearbeitung des Bataveraufstands gilt die 1612 in Antwerpen publizierte Radierfolge des Batavorum cum Romanis Bellum von Antonio Tempesta nach (heute verlorenen) Vorlagen des Otto van Veen. Rembrandt nutzte 1661 ein Blatt der Serie Tempestas als Inspiration für sein Gemälde Die Verschwörung der Bataver für das Stadhuis von Amsterdam, das nur kurz nach seiner Anbringung aus ungeklärten Gründen wieder entfernt wurde und heute – allseits beschnitten – im Nationalmuseum von Stockholm zu sehen ist. Auch die meisten Gemälde anderer Künstler mit Sujets aus der Geschichte der Bataver im Stadhuis, darunter Ferdinand Bol und Jacob Jordaens, stützen sich auf die von Antonio Tempesta radierten Darstellungen.